# Daniyar Kaisanov
Daniyar Kaisanov (en kazajo: Данияр Қайсанов; 18 de julio de 1993) es un deportista kazajo que compite en lucha libre.
Ganó una medalla de bronce en el Campeonato Mundial de Lucha de 2019 y tres medallas en el Campeonato Asiático de Lucha entre los años 2018 y 2020. En los Juegos Asiáticos de 2018 obtuvo una medalla de plata en la categoría de 74 kg.

## Palmarés internacional
| Campeonato Mundial  | Campeonato Mundial     | Campeonato Mundial | Campeonato Mundial |
| Año                 | Lugar                  | Medalla            | Categoría          |
| ------------------- | ---------------------- | ------------------ | ------------------ |
| 2019                | Nursultán (Kazajistán) | Medalla de bronce  | 74 kg              |
| Juegos Asiáticos    |                        |                    |                    |
| Año                 | Lugar                  | Medalla            | Categoría          |
| 2018                | Yakarta (Indonesia)    | Medalla de plata   | 74 kg              |
| Campeonato Asiático |                        |                    |                    |
| Año                 | Lugar                  | Medalla            | Categoría          |
| 2018                | Biskek (Kirguistán)    | Medalla de bronce  | 74 kg              |
| 2019                | Xian (China)           | Medalla de oro     | 74 kg              |
| 2020                | Nueva Delhi (India)    | Medalla de oro     | 74 kg              |